# Francesco Bruno (senatore)
Francesco Bruno (Nicosia, 23 novembre 1828 – Catania, 28 aprile 1914) è stato un magistrato e politico italiano.